# 武田隆子
武田 隆子（たけだ たかこ、1909年1月14日 - 2008年5月25日）は、日本の詩人。
北海道出身。富士見丘高等女学校卒業。『風』同人、のち『幻視者』主宰。1970年詩集『小鳥のかげ』で日本詩人クラブ賞受賞。

## 著書
- 木の葉祭り 詩集 時間社 1958
- 雪まつり 詩集 書肆ユリイカ 1960
- 重粘土地帯 詩集 私家版、1965
- 深尾須磨子ノート 木犀書房 1966
- 武田隆子詩集 木犀書房 1970 (木犀叢書)
- 小鳥のかげ 紅花社 1970
- 流氷 詩集 詩学社 1973
- 武田隆子詩集 宝文館出版 1976 (昭和詩大系)
- 紺色の陽 詩集 風社 1978.6
- 五つの童話 幻視者社 1979.6
- 青い海は青いまま 幻視者社 1981.7
- 夕陽が零れていた 随筆集 宝文館出版 1981.7
- あの雪よ 詩集 宝文館出版 1984.9
- 深尾須磨子の世界 宝文館出版 1986.5
- 薔薇咲くころ 詩集 宝文館出版 1987.11
- 心の詩 宝文館出版 1990.6
- 古里の山と川 詩集 幻視者社 1990.8
- 蕎麦の花 詩集 幻視者社 1990.10
- 星のかがやき 評論 宝文館出版 1992.1
- 武田隆子詩集 土曜美術社出版販売 1993.6 (日本現代詩文庫）
- 雪の黄昏 宝文館出版 1996.2

## 参考
- 現代日本人名録2002、北海道新聞死亡記事